# Yoshinori Matsuda
Yoshinori Matsuda (松田 考功 Matsuda Yoshinori?, nacido el 14 de agosto de 1974 en Saitama) es un exfutbolista japonés. Jugaba de defensa y su último club fue el Sagan Tosu de Japón.

## Trayectoria

### Clubes
| Club       | País  | Año         |
| ---------- | ----- | ----------- |
| Urawa Reds | Japón | 1993 - 1994 |
| Sagan Tosu | Japón | 1995 - 2002 |